# Leptomorphus
Leptomorphus is een muggengeslacht uit de familie van de paddenstoelmuggen (Mycetophilidae).

## Soorten
- L. bifasciatus (Say, 1824)
- L. forcipatus Landrock, 1918
- L. hyalinus Coquillett, 1901
- L. magnificus (Johannsen, 1910)
- L. nebulosus (Walker, 1848)
- L. panorpiformis (Matsumura, 1915)
- L. subcaerulea (Coquillett, 1901)
- L. subforcipatus Zaitzev & Sevcik, 2002
- L. walkeri Curtis, 1831
- L. ypsilon Johannsen, 1912